# Région d'Antofagasta
Pour les articles homonymes, voir Antofagasta (homonymie).

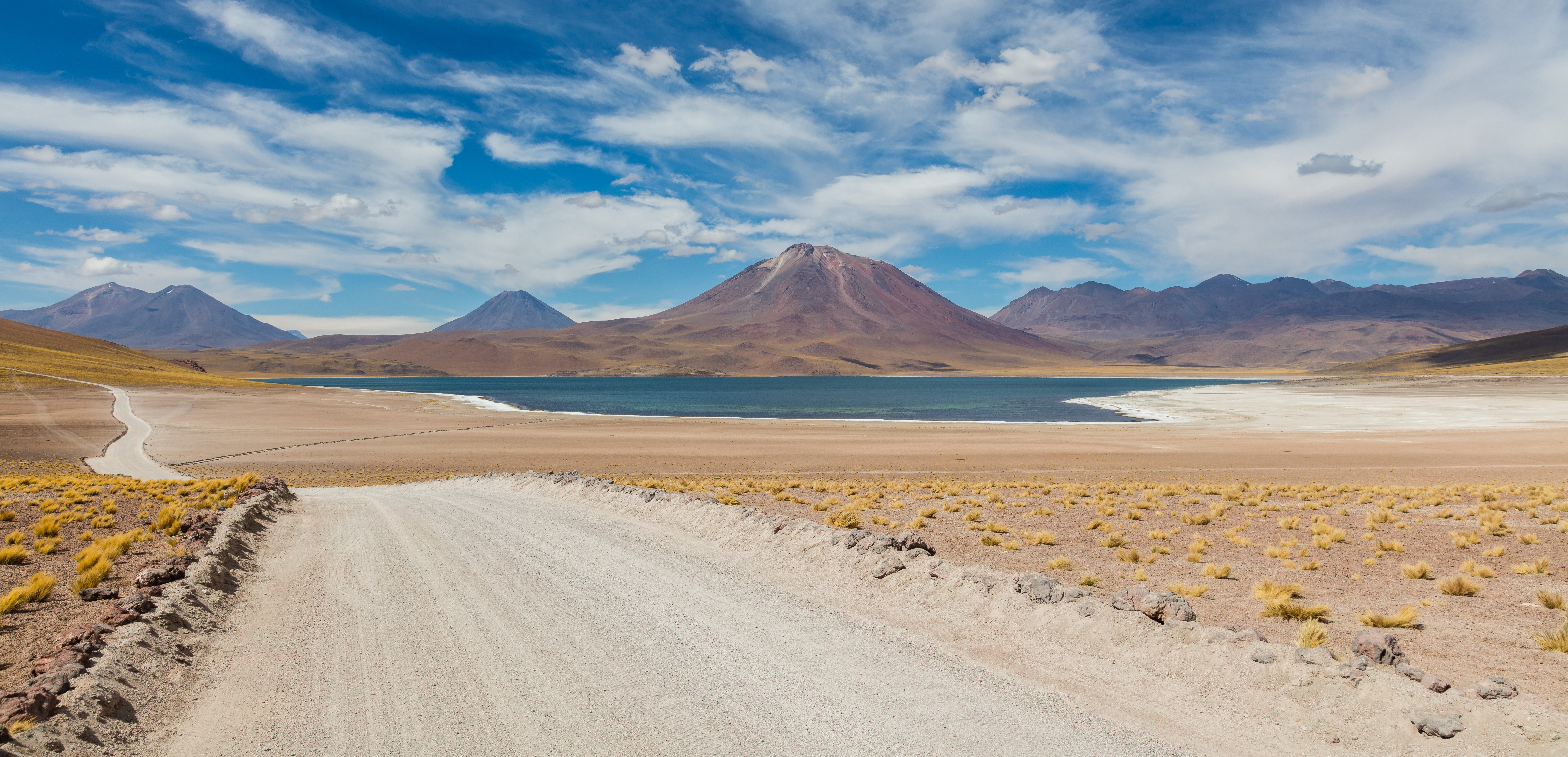
Lac Miscanti.

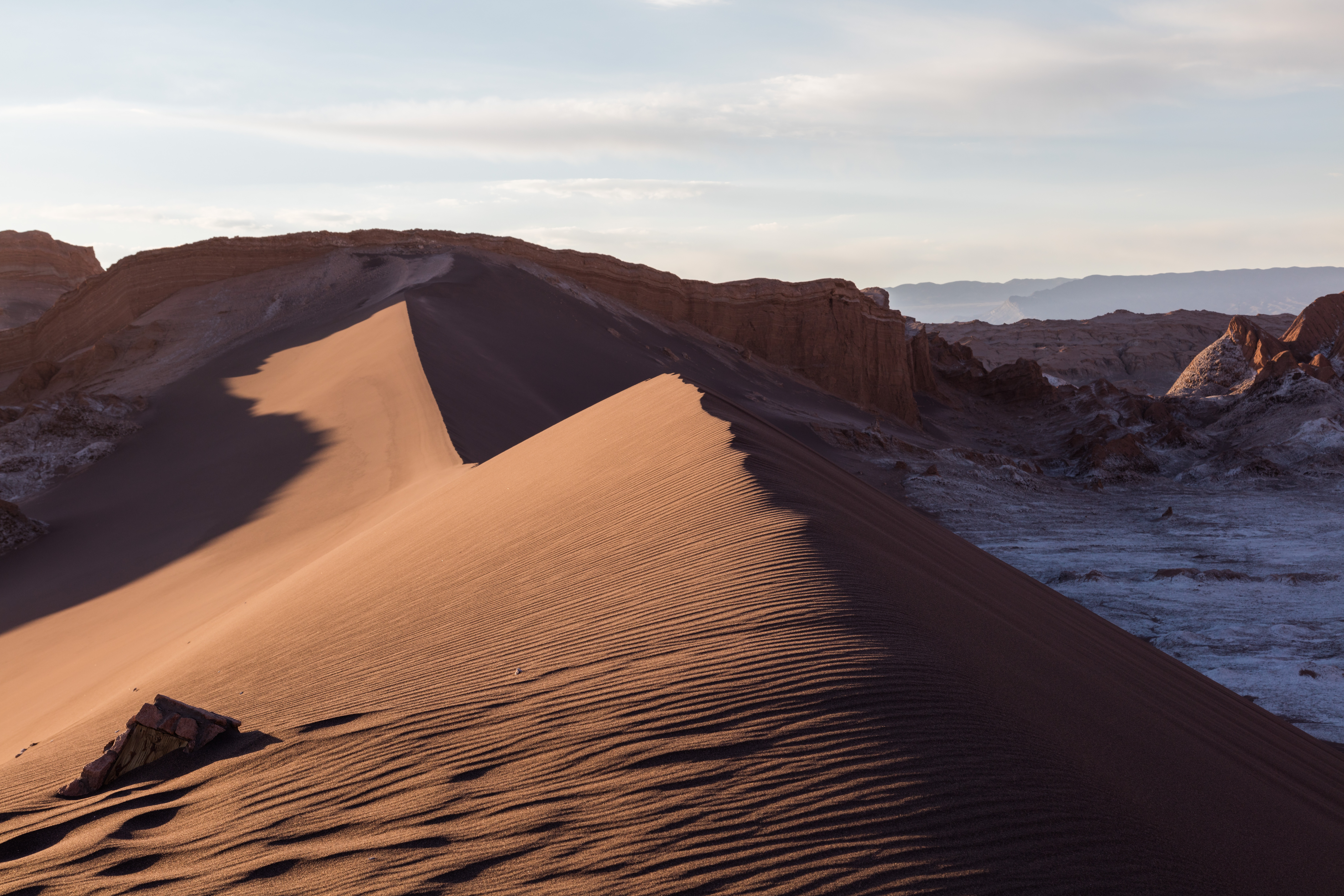
Dunes de la Vallée de la Lune.

La Región de Antofagasta, du Chili, ressemble par son climat et sa géographie à la région de Tarapacá. Elle est entourée au Nord par la région de Tarapacá, à l'est par la Bolivie et l'Argentine et au Sud par la région d'Atacama.
La Panamericana (Route panaméricaine)(route no 5) permet d'atteindre par voie terrestre la région depuis Santiago située à plus de 1 300 km plus au sud.

## Géographie
La région, qui présente les caractéristiques d'un désert, est subdivisée comme le reste du pays en  sous-ensembles géologiques et climatiques qui forment des bandes parallèles à la côte. En allant de l'océan Pacifique à la frontière avec l'Argentine on trouve les plaines côtières qui bordent l'océan Pacifique, la cordillère de la Côte , la dépression intermédiaire , la cordillère des Andes et l'altiplano.

### Le désert côtier
Cet écosystème comporte une  zone fortement influencée par le courant froid de Humboldt et par la brume côtière (la camanchaga) qui  en augmentant l'humidité de l'air, permet le développement de d'une rare flore composée de cactus des genres Echinopsis et Copiapoa.

On trouve sur la zone côtière des oiseaux spécifiques des bords de mer telle la mouette (Larus modestus), le pilpilén (Haemotopus palliatus), le cormoran guanay  (Phalacrocorax bougainvilii), un  petit échassier le zarapito (Numius phaeopus).

Les colonies de manchots de Humboldt (Speniscus humboldti) sont assez fréquentes, ainsi que des mammifères marins tels la loutre (Lontra felina) et les loups de mer.

On rencontre aussi des petits reptiles comme Tropidurus tarapacensis et des salamandres telle (Homonota gaudichaudi)

### Le désert intérieur
C'est un écosystème caractérisé par une pluviosité très faible (voire par endroits nulle). Cette zone s'étend de la chaine côtière au contrefort de la cordillère.

On ne retrouve que peu de végétaux qui sont en général proches de points d'eau : signalons le tamarugo (Prosopis tamarugo) et différentes espèces d'herbe de la Pampa appelée ici « queue de renard » (Hordeum sp).

On croise parfois des reptiles comme le dragon de Reiche (Phrynosaura reichei) qui est une espèce rare.
Dans les points d'eau du  salar d'Atacama, du Salar de Capur et du Salar de Talar on trouve un écosystème particulier propre aux zones salées qui  se rencontrent aussi dans tous les salar et lagunes d'altitude.

### L'altiplano chilien et la cordillère
C'est une zone au-dessus de 3 500 mètres située en zone tropicale et recevant 300 à 400 mm d'eau l'été principalement en janvier et février.

On trouve dans cette zone de la llareta sorte de « mousse » dure (Azorella compacta) qui a failli disparaitre car elle fut utilisée comme combustible dans les exploitations de salpêtre. La llareta pousse sur les rochers qu'elle recouvre entièrement et forme ainsi des massifs globuleux pouvant atteindre plus de 2 mètres. Au sol des herbes raides comme la paja (Festuca sp) et le tolar (Parstrephia sp).

On rencontre dans cette région, comme dans d'autres au Chili, 4 espèces de camélidés (Camelidae) : Le lama (Lama glama) qui est domestiqué, l'alpaca ou alpaga (Lama pacos) que l'on élève pour sa laine et sa viande, le guanaco (Lama guanicoe) animal sauvage, et la vigogne (Vicugna vicugna) qui est sauvage et protégée. La vigogne est réputée pour avoir la laine la plus soyeuse du monde.

On rencontre aussi des vizcachas (lagidium viscaccia) sorte de lapins avec une longue queue, de grandes moustaches et des oreilles courtes ; des renards (Pseudolopex culpeus) ; des pumas (Puma concolor) ; plusieurs espèces de rongeurs comme  le tuco tuco (Ctenomys sp), le rat bolivien (Auliscomys boliviensis), et au-delà de 3 500 mètres le chinchilla (Chinchillula sahamae).

De nombreuses espèces d'oiseaux, la plupart autour des lagunes d'altitude : plusieurs espèces de flamants roses, Le grand flamant (Phoenicoparrus andinus), le flamant de James (Phoenicoparrus jamesi), le flamant chilien (Phoenicoparrus chilensi) qui filtrent avec leur bec de petits animaux adaptés à l'eau hypersalée des lagunes. Autres oiseaux : canard de la Puna (Anas puna), avocette andine (Recurvirostra andina), piuquen (Chloephaga melanoptera), tagua (Fulica gigantea) et (Fulica cornuta). Enfin le nandu (Pterocnemia pennata garleppi) oiseau coureur. 

Paysages de la région
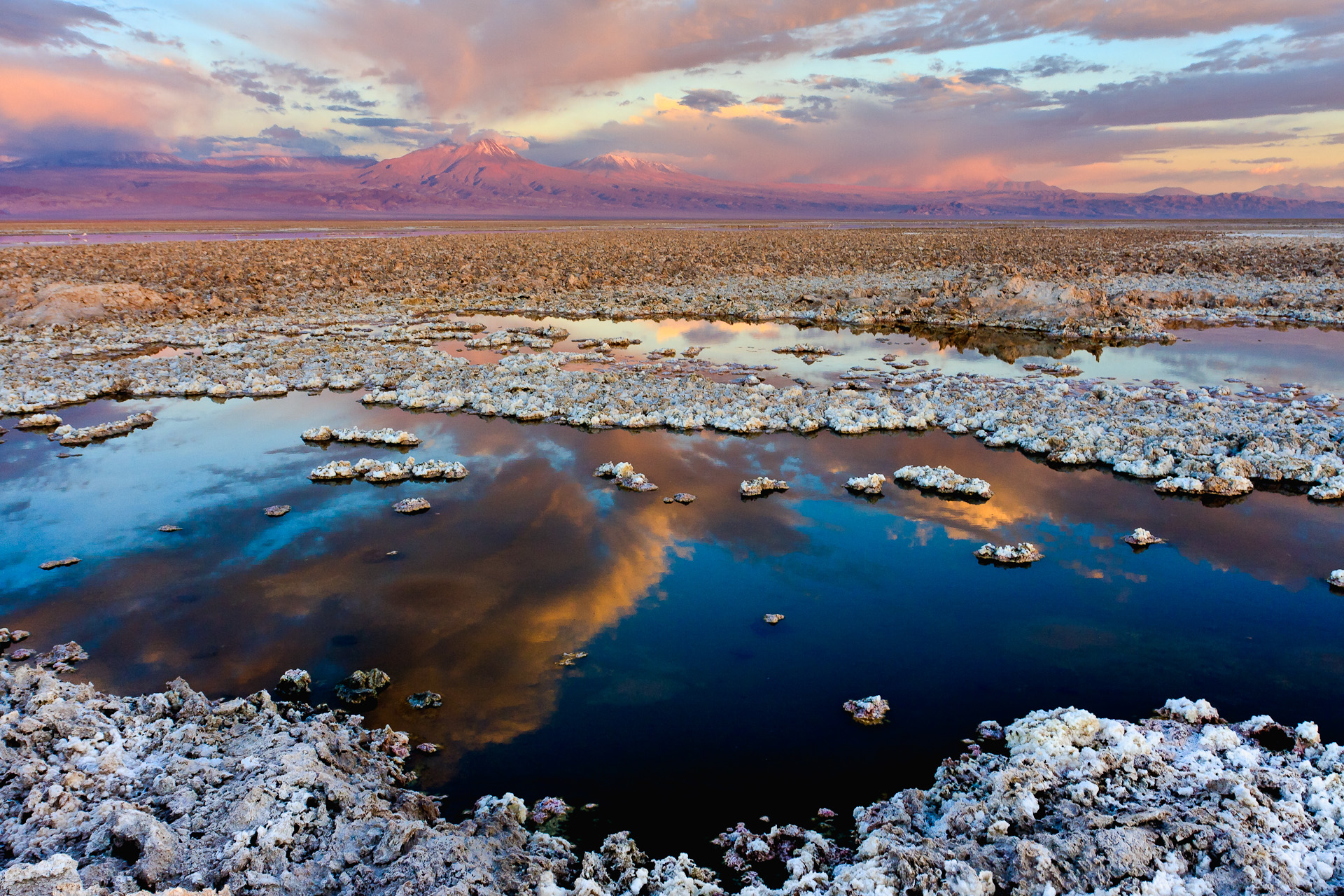
Salar d'Atacama
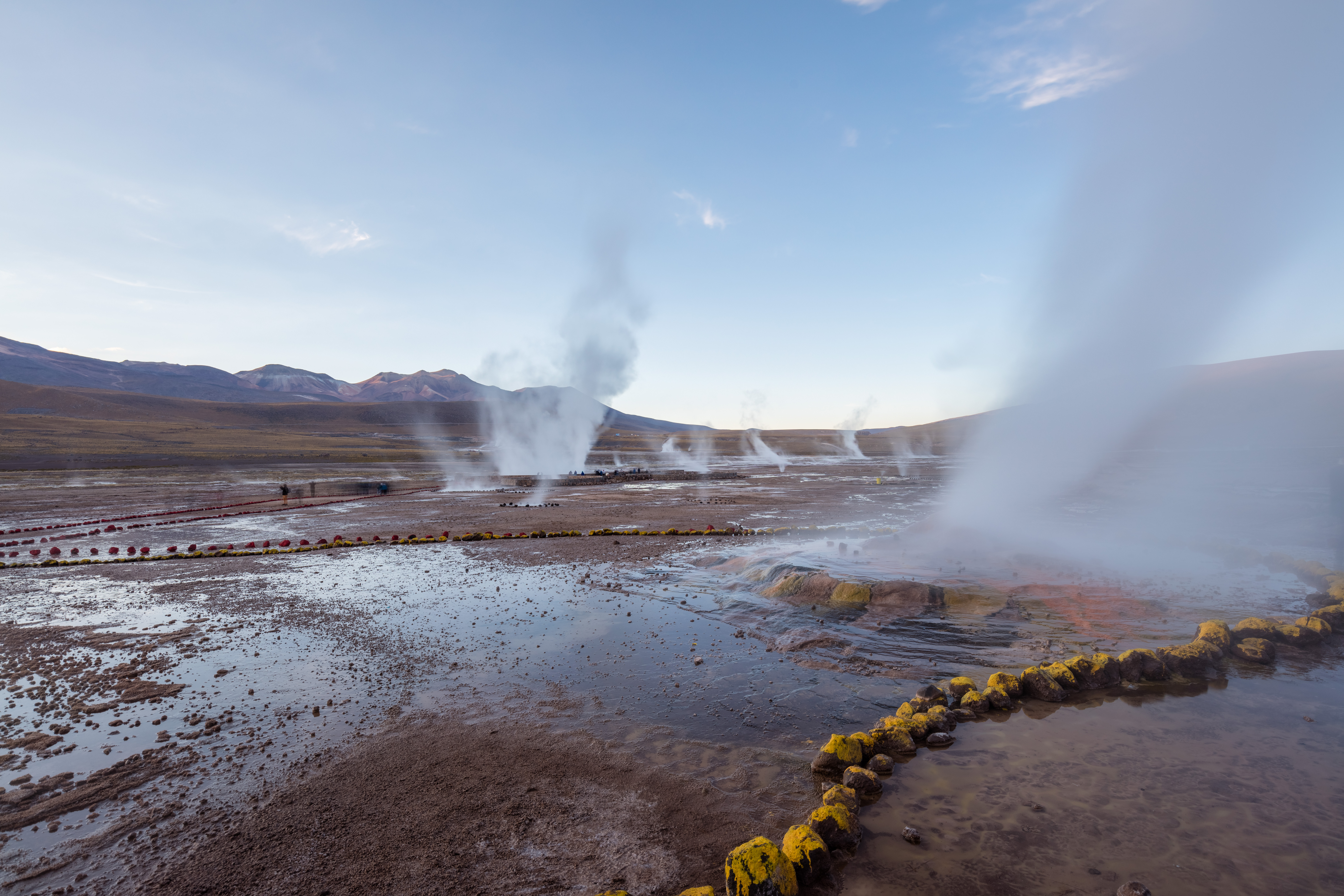
El Tatio.
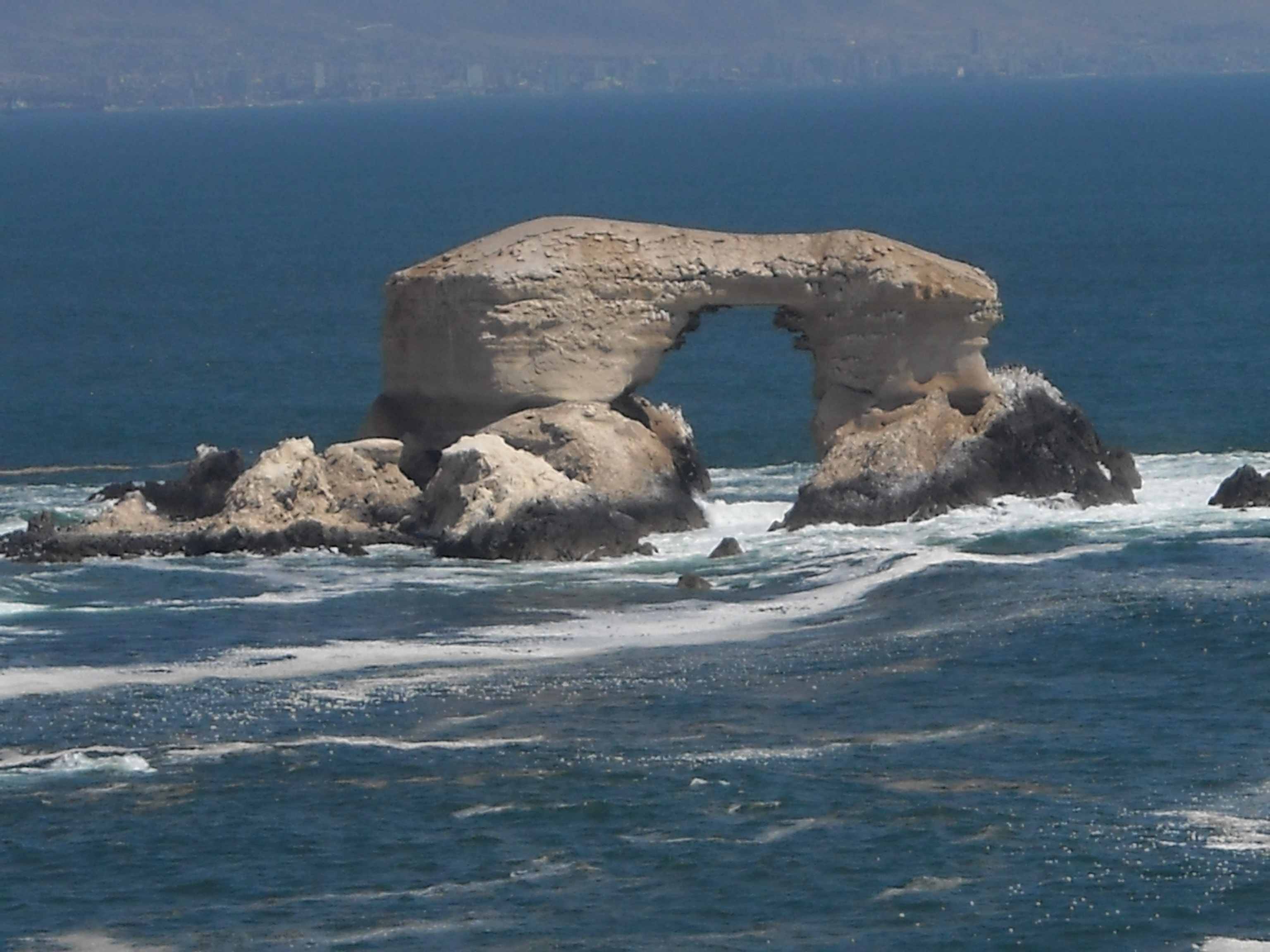
La Portada à Antofagasta.
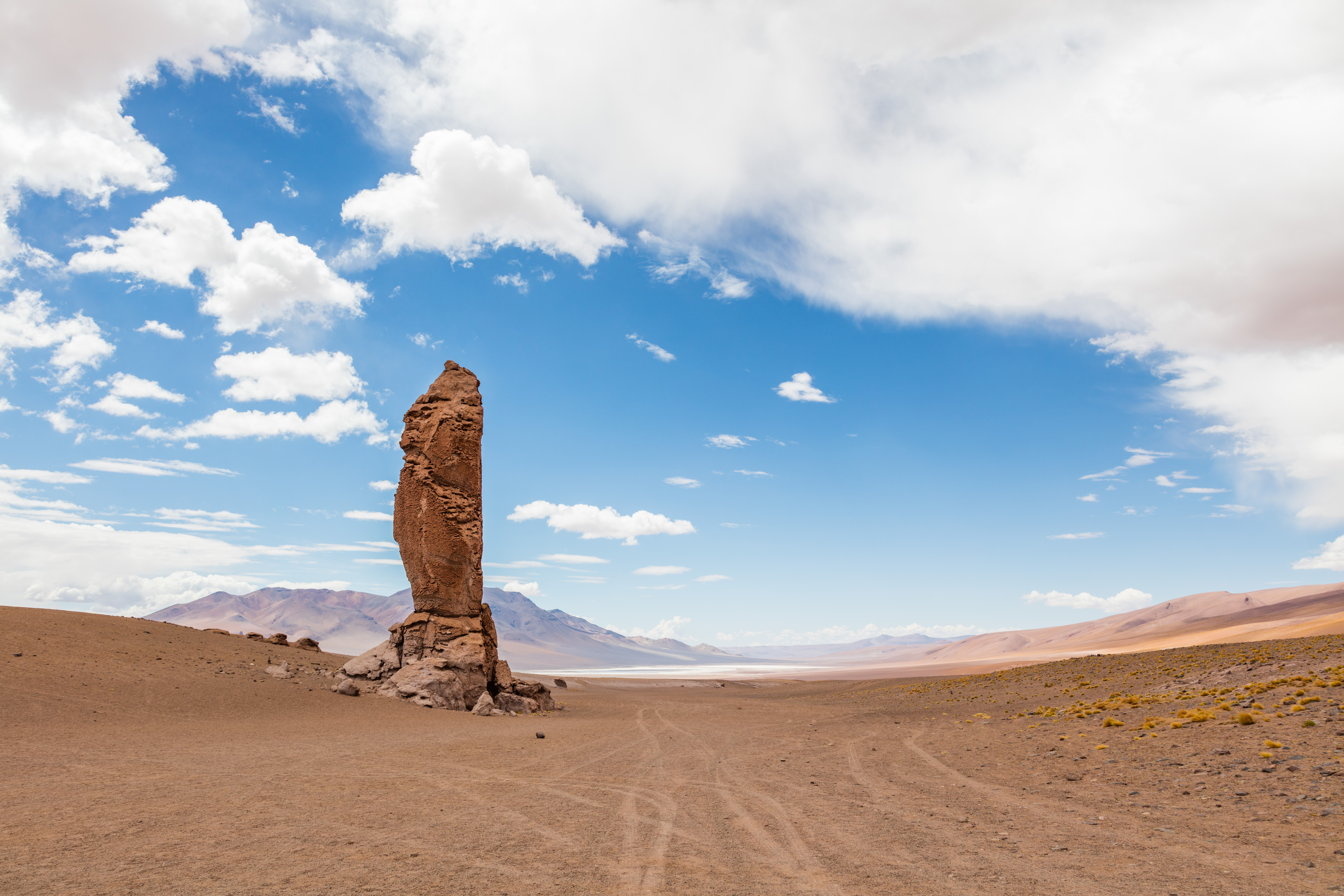
La Pacana.

## Histoire
La région fit partie de l'empire inca jusqu'à l'arrivée des Espagnols au début du XVIe siècle.
Quand l'Amérique latine a obtenu son indépendance de la métropole, cette province fit partie de la Bolivie. Elle devint chilienne à la suite de la guerre du Pacifique (1879-1884).

## Démographie
En 2002 il y avait 493 984 habitants dont 256 165 hommes et 237 819 femmes. La population de la région II représente 3,26 % de la population du Chili, mais elle a varie de + 20,3 % depuis le dernier recensement. (chiffres 2002)

## Subdivisions territoriales

### Provinces et communes
| \| Province \| Capitale \| Commune \| Chef-lieu si ≠ de la commune \| Superficie \| Population (2012)[2] \| \| ----------- \| -------------- \| ---------------------- \| ---------------------------- \| ---------- \| -------------------- \| \| Antofagasta \| Antofagasta \| 1 Antofagasta \| \| 30 718 \| 348 669 \| \| Antofagasta \| Antofagasta \| 2 Mejillones \| \| 3 804 \| 9 752 \| \| Antofagasta \| Antofagasta \| 3 Sierra Gorda \| \| 12 866 \| 1 206 \| \| Antofagasta \| Antofagasta \| 4 Taltal \| \| 20 405 \| 13 493 \| \| El Loa \| Calama (Chili) \| 5 Calama \| \| 15 597 \| 138 722 \| \| El Loa \| Calama (Chili) \| 6 Ollagüe \| \| 2 964 \| 332 \| \| El Loa \| Calama (Chili) \| 7 San Pedro de Atacama \| \| 23 439 \| 5 605 \| \| Tocopilla \| Tocopilla \| 8 María Elena \| \| 12 197 \| 4 593 \| \| Tocopilla \| Tocopilla \| 9 Tocopilla \| \| 4 039 \| 25 091 \| |                |                        |                              |            |                   |
| Province | Capitale       | Commune                | Chef-lieu si ≠ de la commune | Superficie | Population (2012) |
| Antofagasta | Antofagasta    | 1 Antofagasta          |                              | 30 718     | 348 669           |
| Antofagasta | Antofagasta    | 2 Mejillones           |                              | 3 804      | 9 752             |
| Antofagasta | Antofagasta    | 3 Sierra Gorda         |                              | 12 866     | 1 206             |
| Antofagasta | Antofagasta    | 4 Taltal               |                              | 20 405     | 13 493            |
| El Loa | Calama (Chili) | 5 Calama               |                              | 15 597     | 138 722           |
| El Loa | Calama (Chili) | 6 Ollagüe              |                              | 2 964      | 332               |
| El Loa | Calama (Chili) | 7 San Pedro de Atacama |                              | 23 439     | 5 605             |
| Tocopilla | Tocopilla      | 8 María Elena          |                              | 12 197     | 4 593             |
| Tocopilla | Tocopilla      | 9 Tocopilla            |                              | 4 039      | 25 091            |

### Agglomérations et habitats dispersés
L'administration chilienne subdivise les agglomérations en villes (ciudad) de plus de 5 000 habitants, bourgs (Pueblo) dont la population est comprise entre 1 000 et 5 000 habitants, villages (Aldea) de 300 à 1 000 habitants et hameaux (Caserío)  de 3 à 300 habitants.
| Type agglomération | Nombre | Population totale | Pourcentage total région | Liste des agglomérations                                                                         |
| ------------------ | ------ | ----------------- | ------------------------ | ------------------------------------------------------------------------------------------------ |
| Villes (ciudad)    | 8      | 479 061           | 97%                      | Antofagasta, Calama, Tocopilla, Mejillones, Estacion Zaldivar, Chuquicamata, María Elena, Taltal |
| Bourgs (Pueblo)    | 4      | 3 485             | 0,7%                     | Cerro Moreno, Juan Lopez, Hornitos, San Pedro de Atacama                                         |
| Villages (Aldea)   | 4      | 2 233             | 0,5%                     | Sierra Gorda, Michilla Alto , Baquenado , Toconao                                                |
| Hameaux (Caserío)  | 53     | 2 142             | 0,4%                     |                                                                                                  |
| Habitat dispersé   | 277    | 7 063             | 1,4%                     |                                                                                                  |

Agglomérations
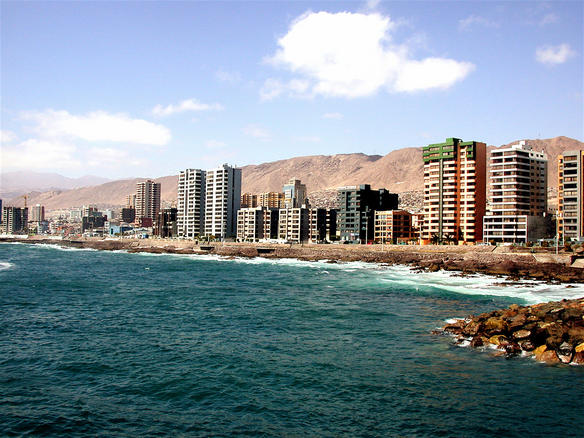
Antofagasta
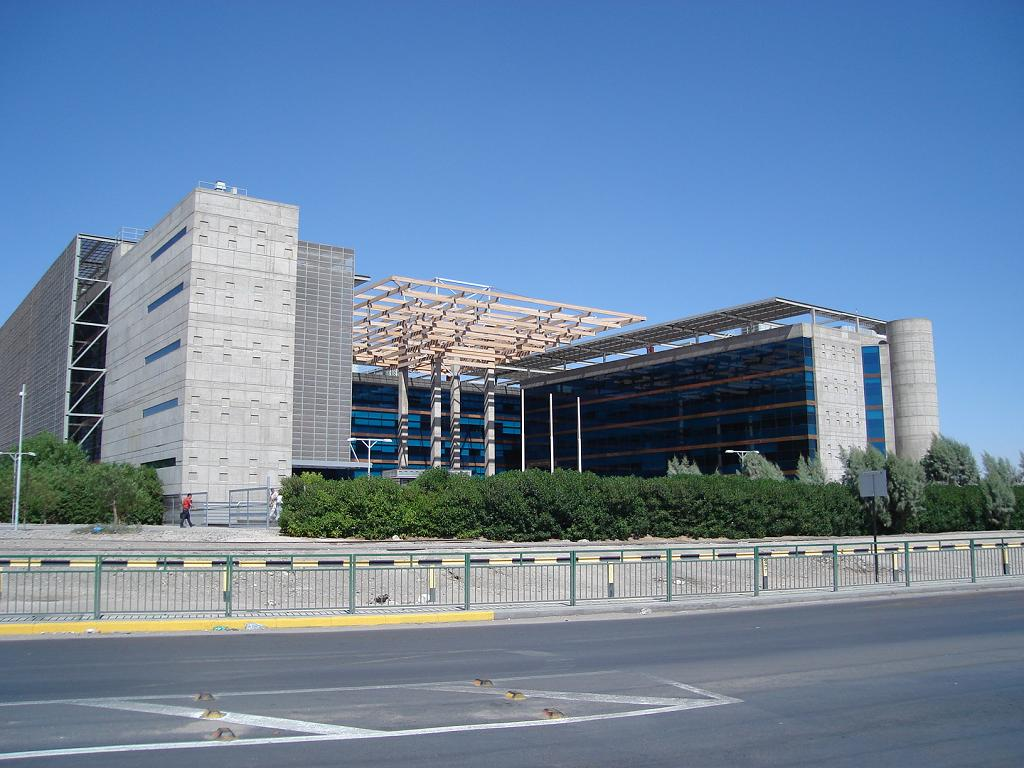
Bâtiment de Calama.
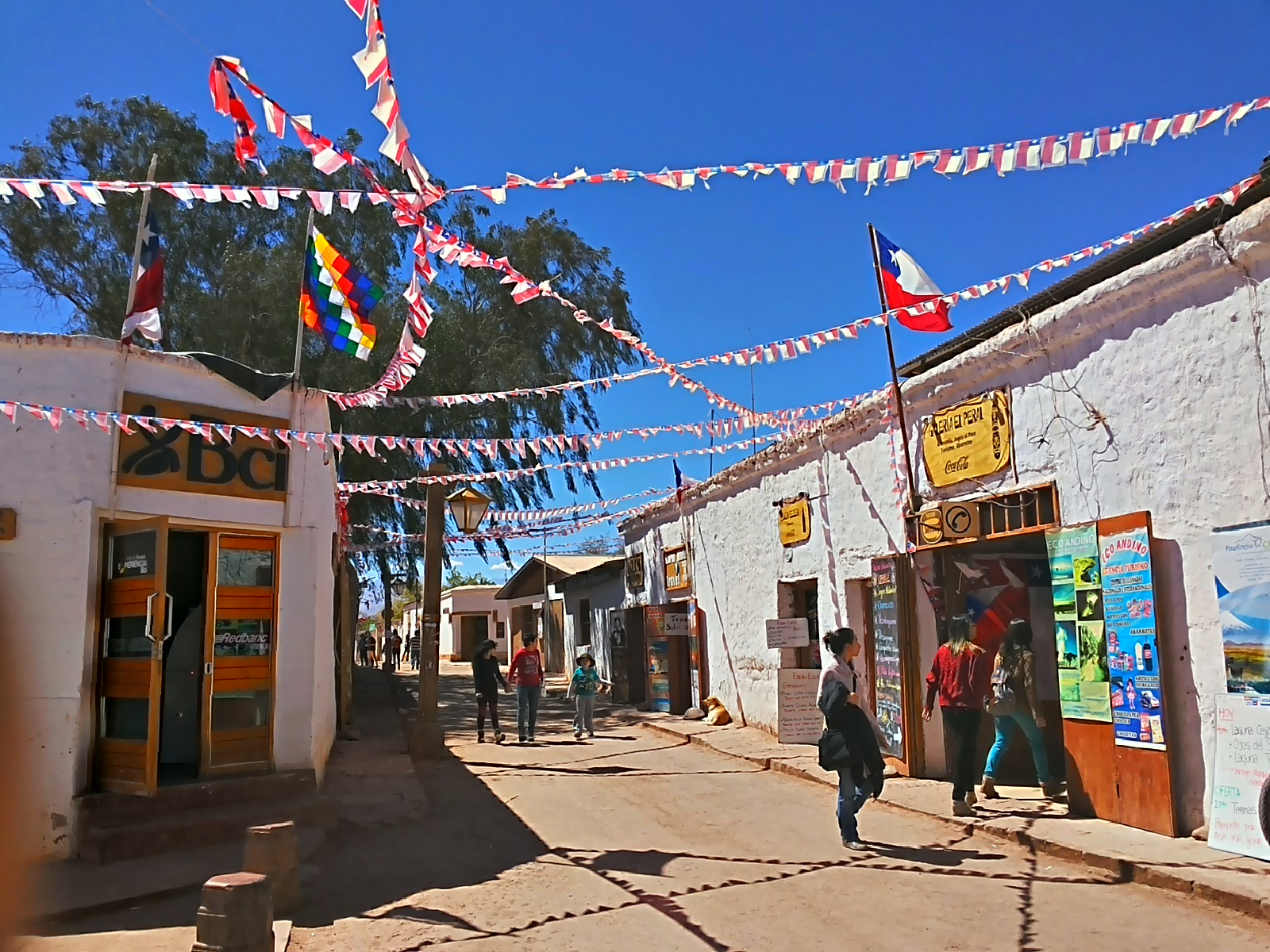
San Pedro de Atacama.

## Économie

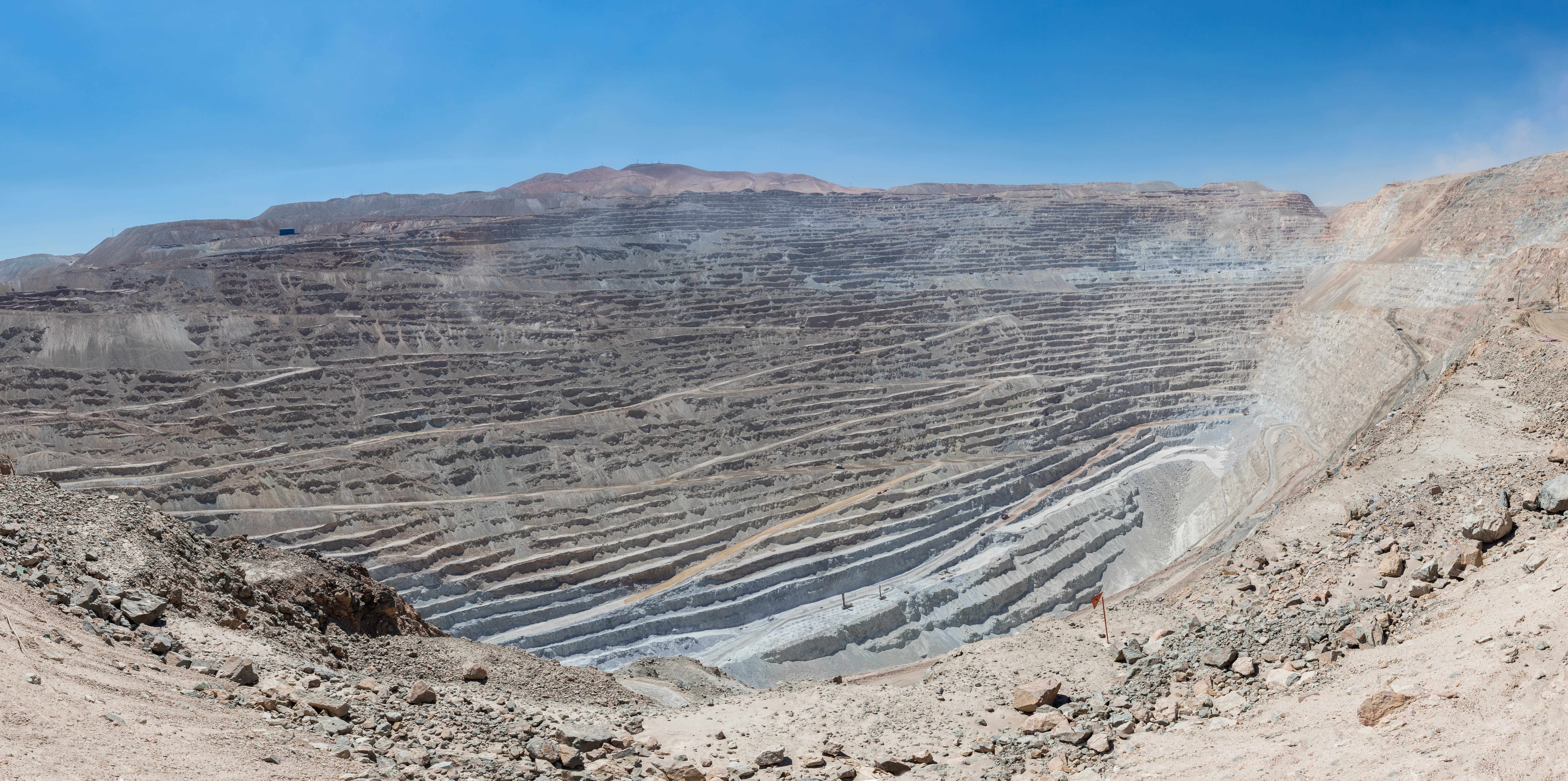
Mine de cuivre de Chuquicamata.

Ce qui la différencie c'est la richesse de son sous-sol riche en cuivre, 2 332 961 tonnes ont été extraits en 2002, soit 50,2 % de la production nationale. À la périphérie de Calama se situe la mine de Chuquicamata, la plus grande mine de cuivre à ciel ouvert (630 000 tonnes de cuivre par an, 13 % de la production du Chili) . Cette mine, aux mains de Codelco (entreprise nationale, 1/3 du cuivre chilien) fournit en devises étrangères le pays depuis plusieurs décennies. À ce sujet, voir : Économie du Chili. À 200 km à l'est d'Antofagasta par route no 28 on arrive au gigantesque complexe minier "La Escondida", ce complexe minier d'où on extrait entre autres du cuivre se situe sur la même faille d'intrusion magmatique  que la mine de Chuquicamata (200 km plus au nord). Actuellement La Escondida est le site chilien qui produit le plus de cuivre, (915 000 tonnes de cuivre soit presque 20 % de la production chilienne). Parmi les autres mines de moindre importance, citons la mine de cuivre de Mantos Blancos.
La région II produit aussi 35 869 tonnes de carbonate de lithium soit la totalité de la production du Chili et aussi 988 410 tonnes de nitrates soit là aussi 100 % de la production nationale. La région II produit 23,1 % de tous les minerais du Chili (en tonnage année 2002), soit 343 647 millions de pesos.

L'agriculture est quasi inexistante 99,68 % des terres sont stériles (1997), seul 3000 ha sont cultivés.

## Culture et patrimoine

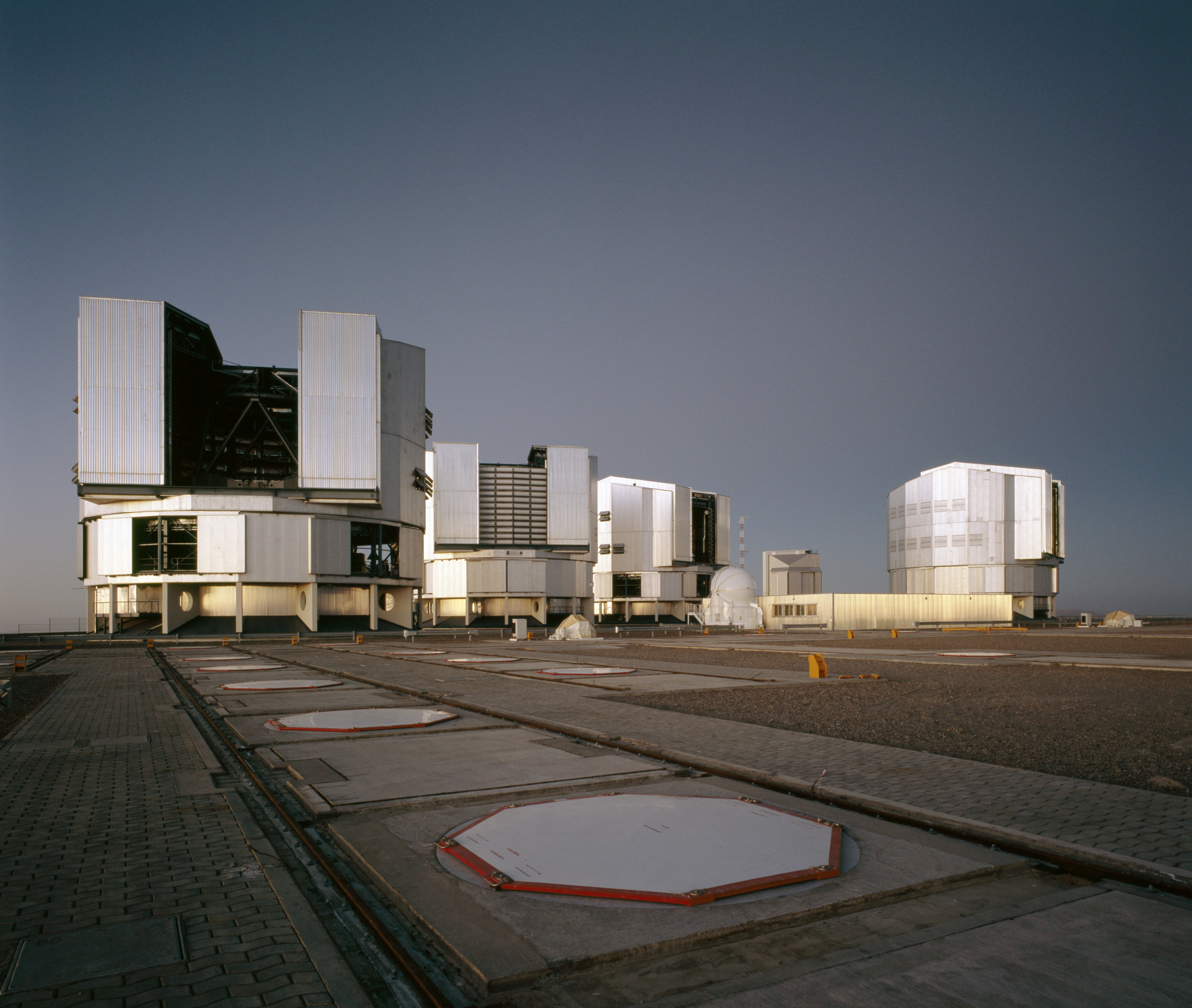
Observatoire européen Very Large Telescope de l'ESO.

Parmi les lieux d'intérêt, la Portada de Antofagasta, immense arche au bord de l'Océan Pacifique face aux falaises ; le village de San Pedro de Atacama ; les villages de la Cordillère des Andes et les geysers del Tatio.
C'est également dans cette région que se trouve le fameux désert d'Atacama, le désert le plus aride au monde. Certains écrits mentionneraient que depuis la Conquista Española aucune pluie n'est tombée sur ce désert. Il semble plus vraisemblable que des pluies rares aient eu lieu permettant ainsi d'assister à un événement rare : le désert fleuri. 
Antofagasta est le grand port de la région et le port d'embarquement du cuivre destiné à l'exportation.

Les églises de Peine, Caspana, Aiquina et Toconao sont classées Monuments Nationaux .
Principaux aéroports : Antofagasta, Calama.